# Campo di Verano

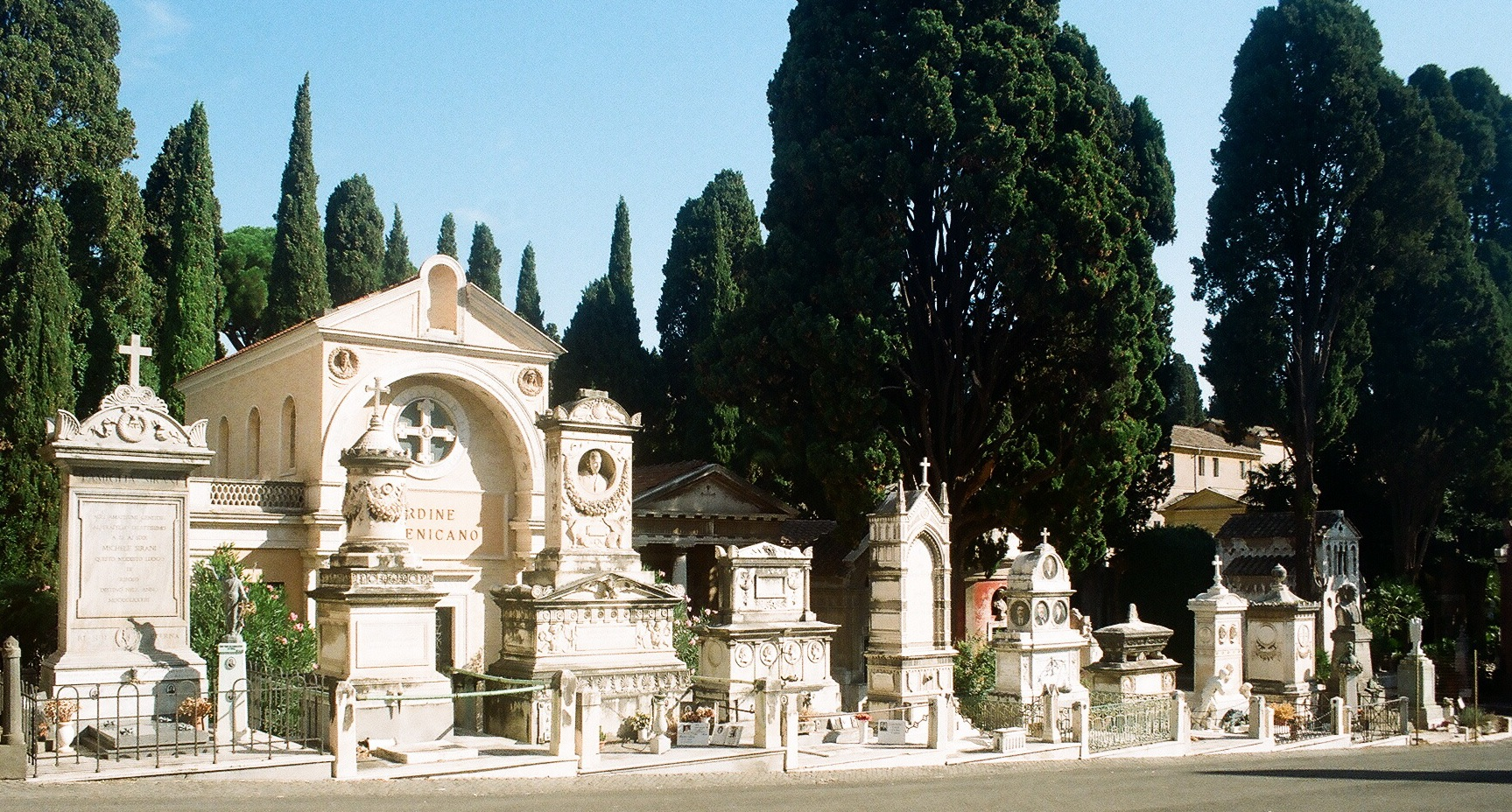
Campo di Verano

O cemitério Campo di Verano (em italiano:  Cimitero del Verano) é um dos famosos cemitérios de Roma.

## História
Instalado no início do século XIX, é atualmente dividido em duas partes, o cemitério católico e o cemitério judaico. Também abriga um monumento às vítimas da Primeira Guerra Mundial. O Campo di Verano localiza-se próximo à Basílica de São Lourenço Fora de Muros e à Via Tiburtina.

### Sepultamentos famosos
- Chiara Corbella Petrillo, serva de Deus, † 2012
- Luigi Capotosti, cardeal, † 1938
- Filippo Camassei, cardeal, † 1921
- Mario Luigi Ciappi, cardeal, † 1996
- José da Costa Nunes, cardeal, † 1976 (Gebeine später überführt)
- Franz Ehrle, cardeal, † 1934
- Attilio Ferraris, futebolista, † 1947
- Rino Gaetano, Liedermacher, † 1981
- Giuseppe Garibaldi, Freiheitskämpfer, † 1882 (Gebeine später überführt)
- Gabriel-Marie Garrone † 1994
- Vittorio Gassman, Regisseur und Schauspieler, † 2000
- Natalia Ginzburg, escritora, † 1991
- Paolo Giobbe, cardeal, † 1972
- William Theodore Heard, cardeal, † 1973
- Stanisław Klicki, general polonês, † 1847
- Vincenzo Lapuma, cardeal, † 1943
- Camillo Laurenti, cardeal, † 1938
- Lorenzo Lauri, cardeal, † 1941
- Sergio Leone, Filmregisseur, † 1989
- Evaristo Lucidi, cardeal, † 1929 (Gebeine später überführt)
- Paolo Marella, cardeal, † 1984
- Goffredo Mameli, patriota e poeta, † 1849
- Marcello Mastroianni, ator de cinema, † 1996
- Alessandro Moreschi, último castrato da Capela Sistina, † 1922
- François-Xavier Nguyên Van Thuân, cardeal, † 2002
- Eduard O’Rourke, bispo, † 1943
- Pietro Palazzini, Kurienkardinal, † 2000
- Pietro Pavan, cardeal, † 1994
- Carlo Perosi, cardeal, † 1930
- Erik Peterson, teólogo, † 1960
- Paul-Pierre Philippe, cardeal, † 1984
- Gennaro Granito Pignatelli di Belmonte (Gruft der Kapuzinermönche), cardeal, † 1948
- George Santayana, filósofo e romancista, † 1952
- Raffaele Scapinelli di Leguigno, cardeal, † 1933
- Domenico Serafini, cardeal, † 1918
- Vittorio De Sica, Filmregisseur und Schauspieler, † 1974
- Augusto Silj, cardeal, † 1926
- Giuseppe Sinopoli, músico, médico, † 2001
- Bud Spencer, ator, † 2016
- Giovanni Tacci Porcelli, cardeal, † 1928
- Scipione Tecchi, cardeal, † 1915
- Giulio Tonti, cardeal, † 1918
- Luigi Traglia (bis 1982), cardeal, † 1977
- Wojciech Turowski, Generalober der Pallottiner, † 1959
- Giuseppe Ungaretti, escritor, † 1970
- Egidio Vagnozzi, cardeal, † 1980 (Gebeine später überführt)